# Dipsalut
Dipsalut, oficialmente Organismo Autónomo de Salud Pública de la Diputación de Gerona, es una Administración Pública local creado oficialmente el 31 de mayo de 2007. Con sede en la ciudad de Gerona, sus dependencias se ubican en el Parque Científico y Tecnológico de la Universidad de Gerona.
Por ley, en España, y también en Cataluña, las autoridades locales son las responsables de garantizar la salubridad en su territorio, procurando espacios y equipamientos de uso público saneados y velando por un entorno favorable a la salud de sus ciudadanos. Dipsalut se encarga de dar cobertura a estas obligaciones municipales, proporcionando servicios y apoyo técnico y económico a los 221 ayuntamientos de la provincia de Gerona.

## Funciones

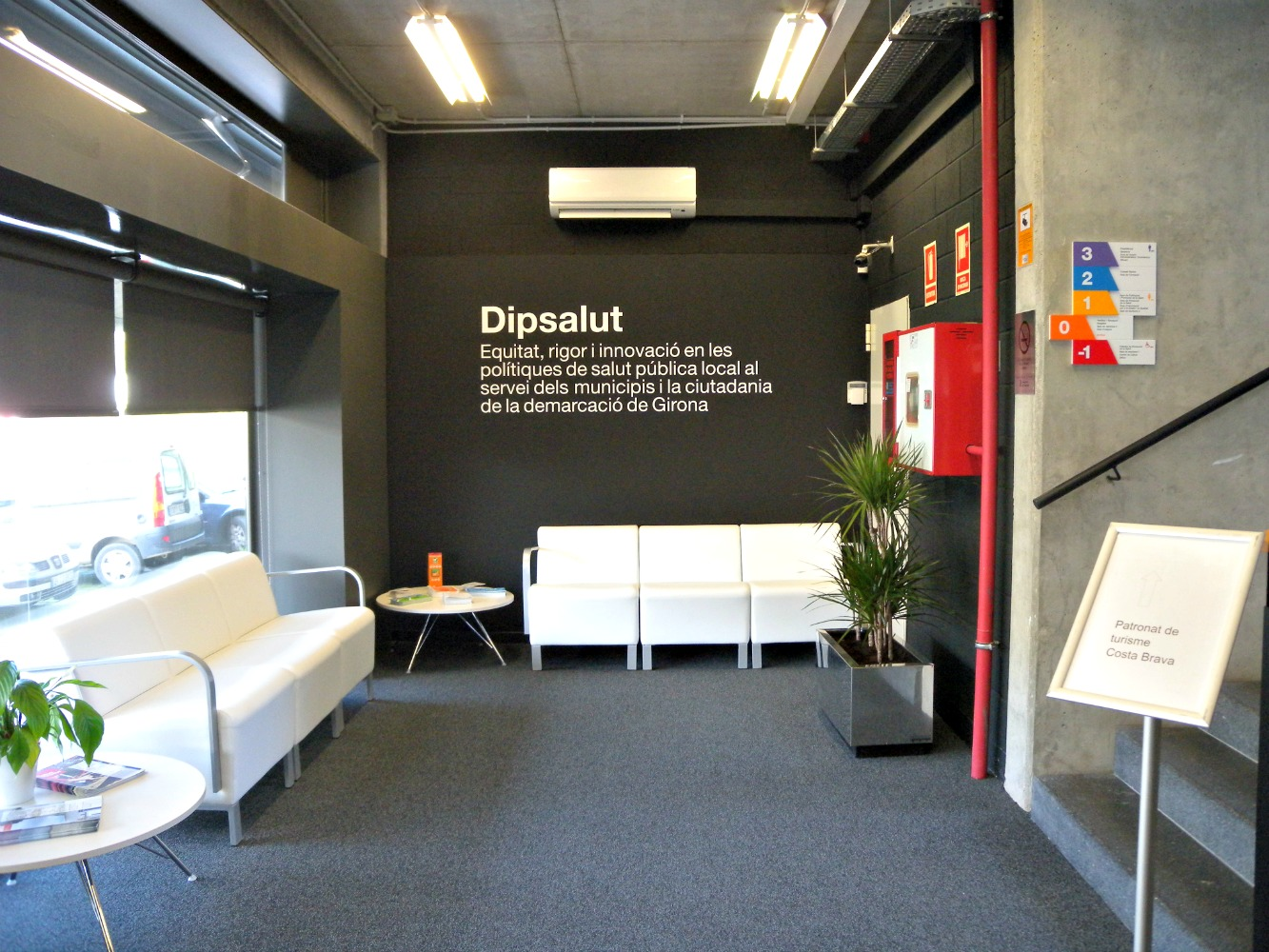
Sala de espera de la sede de Dipsalut

Dipsalut presta apoyo a los ayuntamientos de la provincia de Gerona en el desarrollo de sus competencias en materia de salud pública. De conformidad con el artículo 11 de la Ley 16/2003 y con el artículo 5 de sus estatutos, estas competencias son:
- La información y la vigilancia epidemiológicas.
- La protección y la promoción de la salud.
- La prevención de la enfermedad.
- La promoción y la protección de la salud ambiental.
- La promoción y la protección de la salud laboral.
- La promoción de la seguridad alimentaria.
- El control sanitario de edificios, lugares de residencia y convivencia humana, especialmente de los centros de alimentación, peluquerías, saunas y centros de higiene personal, hoteles y centros turísticos y áreas de actividades físico-deportivas y recreativas.
- El control sanitario de los cementerios y la policía sanitaria mortuoria.
- El control sanitario de los equipamientos municipales: piscinas, centros cívicos, teatros...
- El control sanitario en relación con los animales de compañía.
- El control sanitario de plagas urbanas y de animales peridomésticos.
- Las campañas educativas para la promoción de la salud.

## Organización

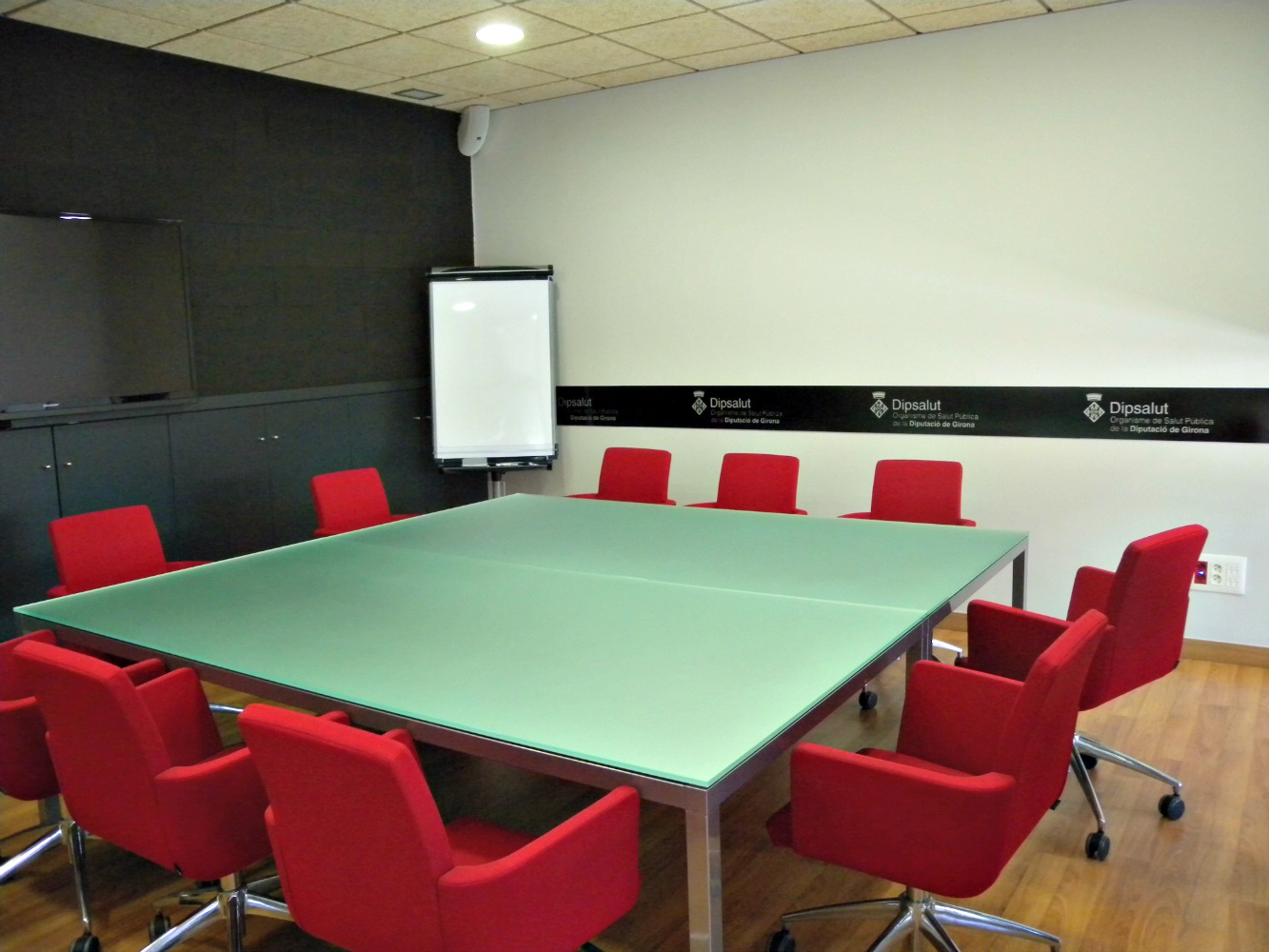
Sala del Consejo Rector

El órgano de alta dirección de Dipsalut es el Consejo Rector, que es el encargado de fijar los objetivos estratégicos y velar por el adecuado desarrollo de los mismos. Está integrado por el presidente y entre ocho y doce vocales.
La presidencia de Dipsalut recae siempre en el presidente de la Diputación de Gerona. Los vocales del Consejo Rector, nombrados por el pleno de la Diputación, son alcaldes y concejales de la provincia de Gerona y al menos la mitad de ellos deben ser diputados de la Diputación de Gerona. El presidente puede designar, entre los vocales del Consejo Rector, a un vicepresidente, que puede asumir funciones delegadas por el presidente o por el Consejo Rector.
De la gestión económica y administrativa se ocupa un gerente designado por el presidente. El gerente debe estar en posesión de un título superior y puede ser funcionario de carrera o bien contar con un mínimo de cinco años de ejercicio profesional. Es el encargado de la gestión y la consecución de los objetivos marcados por el Consejo Rector, de ejecutar el presupuesto asignado, de elaborar la propuesta de presupuesto al Consejo Rector y de gestionar la plantilla de personal, entre otras funciones. La plantilla puede estar integrada tanto por personal funcionario como por personal laboral.

## Programas

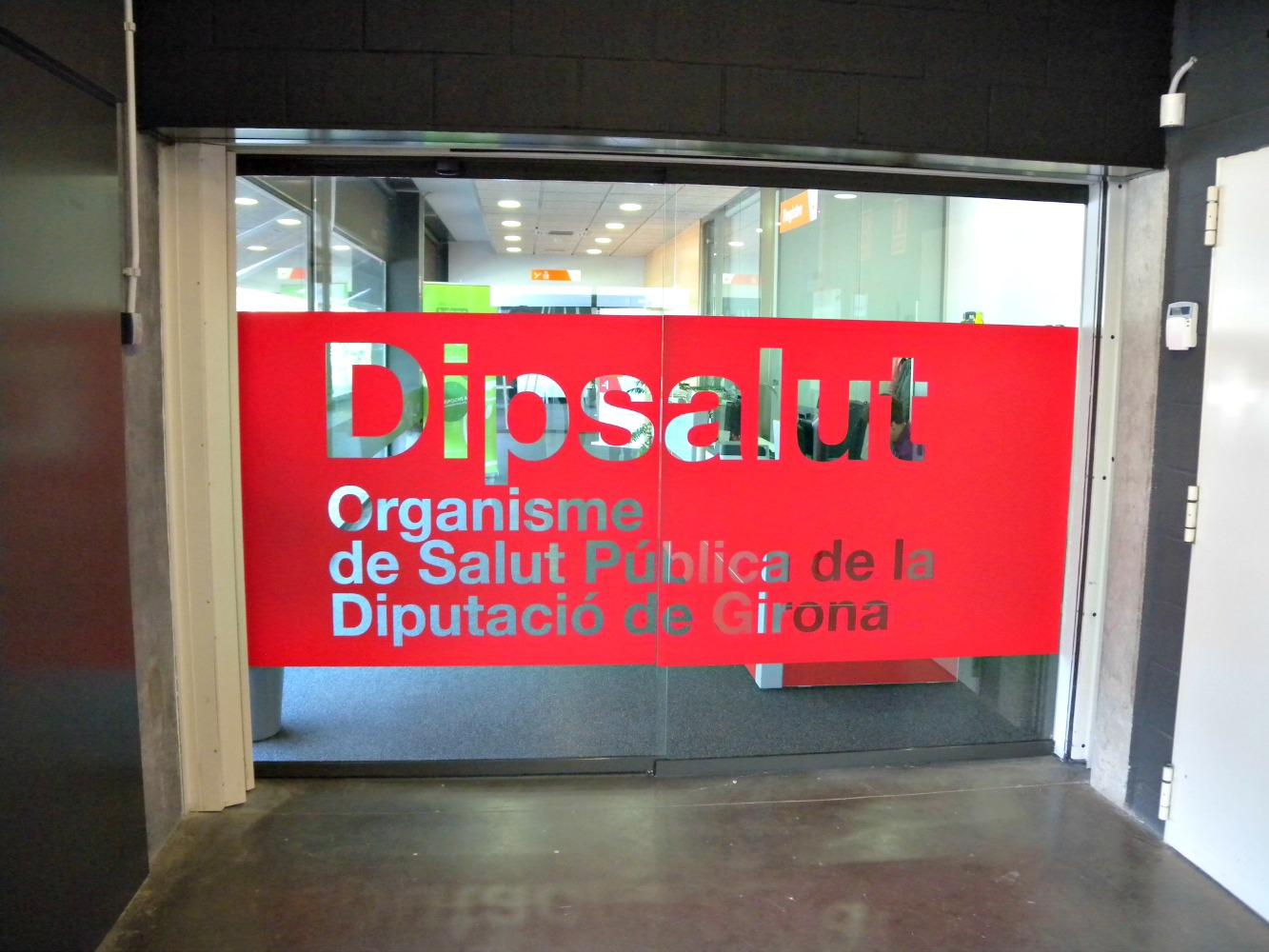
Entrada de la sede de Dipsalut en la Universidad de Gerona

### Área de protección de la salud
Dipsalut entiende la protección de la salud como el conjunto de actuaciones de gestión, vigilancia y control destinadas a preservar la salud de la población frente a agentes físicos, químicos, biológicos, alimentarios o ambientales presentes en los diferentes elementos del medio y en los lugares de convivencia humana. Estas actuaciones se recogen en el catálogo de servicios, y su objeto es la reducción de los riesgos presentes en el entorno y el control y la protección del marco en que se desarrolla la vida de las personas.
El apoyo a los ayuntamientos en el desarrollo de las competencias municipales en el ámbito de la protección de la salud se articula en cinco líneas de actuación:
- Sanidad ambiental: se ofrecen dos programas de apoyo a la gestión y el control de la salubridad de las instalaciones de alto riesgo (Pt01) y de bajo riesgo (Pt02) para la transmisión de legionelosis.

- Aguas de consumo humano: con un programa de apoyo a la gestión municipal directa de los abastecimientos de agua de consumo humano (Pt03) y un programa de evaluación y control de la calidad del agua en el grifo del consumidor (Pt04).

- Establecimientos públicos y lugares habitados: ocho programas conforman esta área: el de evaluación de la salubridad de las piscinas de uso público (Pt05), el de apoyo a la gestión de la salubridad de las piscinas de uso público de titularidad y/o gestión municipal (Pt06), así como de las playas (Pt07), el de apoyo económico para la seguridad, la vigilancia, el salvamento y el socorrismo en las playas (Pt08), el de apoyo a la gestión de la salubridad de los areneros infantiles (Pt09), el de apoyo económico a las actuaciones para la lucha y el control integrado de las plagas urbanas (Pt10), el de apoyo a la gestión de los riesgos derivados de la presencia del mosquito tigre (Pt11) y el de control y gestión de riesgos derivados de la presencia de simúlidos en las comarcas del Gironés y el Bajo Ampurdán (Pt12).

- Seguridad alimentaria: con un programa de divulgación de conocimientos de seguridad alimentaria en el ámbito municipal (Pt13).

- Asesoramiento y apoyo técnico: con un programa de asesoramiento y apoyo técnico a políticas municipales de protección de la salud (Pt14).

### Área de políticas y promoción de la salud
El área de políticas y promoción de la salud impulsa dispositivos que permiten incidir en entornos saludables, en los estilos de vida de las personas, en políticas de promoción de la salud, en la participación social y en la reorientación de servicios. Entiende la salud desde el marco de los derechos humanos, partiendo de una visión positiva de la misma que cree y confía en las capacidades de las personas y de las sociedades de utilizar recursos para generar salud, permitiéndoles avanzar hacia un estado óptimo de bienestar.
Para conseguirlo, los programas y las acciones se orientan a proporcionar a las personas herramientas en forma de conocimientos, habilidades y actitudes para entender, gestionar y dar sentido a la vida, fortaleciendo las competencias útiles para esta y las capacidades de los individuos y las comunidades para incrementar el control sobre su salud. Se parte de la premisa de que la salud de las personas depende de las condiciones de vida en que nacen, viven y mueren, y de que estas se ven influenciadas por factores económicos, sociales, culturales, ambientales y personales.
El apoyo a los ayuntamientos para el desarrollo de las competencias municipales en el ámbito de la promoción de la salud se articula en cuatro líneas de actuación:
- Condiciones de vida: con el programa «Parques urbanos y redes de itinerarios saludables» (Pm01), el programa de apoyo y atención psicológica en situaciones de emergencia en el municipio (Pm04), el programa «Gerona, territorio cardioprotegido» y el de formación en desfibrilación para jóvenes (Pm09).
- Estilos de vida: con el programa de salud bucodental (Pm03) y con «Sé tú», programa de herramientas y activos para la salud (Pm08).
- Reducción de desigualdades: con el programa «Salud y crisis» (Pm10).
- Apoyo y asesoramiento de activos en salud: con tres programas: el de salud joven – servicio de asesoramiento técnico municipal (Pm02), el de asesoramiento y apoyo técnico a políticas municipales de promoción de la salud (Pm06) y el de apoyo económico para la realización de actividades de promoción de la salud (Pm07).

Aparte de los programas recogidos en el catálogo de servicios, Dipsalut ofrece dos programas de formación anuales con una oferta de cursos gratuitos pensados para que trabajadores municipales y otros profesionales del ámbito de la salud pública actualicen sus conocimientos y puedan mejorar sus habilidades.
Para garantizar el correcto despliegue de estos programas y asistir a los municipios en cualquier tema relacionado con la salud pública, Dipsalut cuenta con la Red de Agentes de Salud Pública Municipal. Cada uno de estos profesionales mantiene un contacto permanente con las poblaciones que tiene asignadas, las asesora, las informa y supervisa todos y cada uno de los servicios que Dipsalut desarrolla en su territorio.

## Programa "Gerona, territorio cardioprotegido

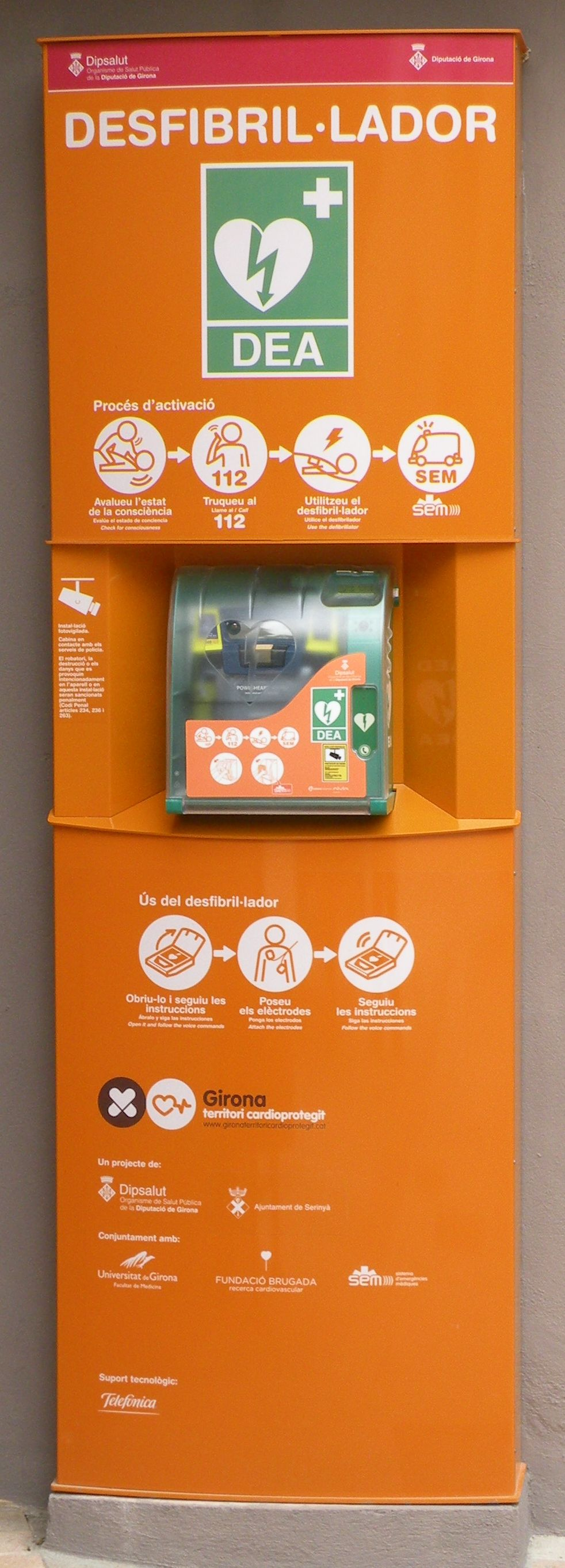
Desfibrilador Externo Automático (DEA) implementado por Dipsalut en la provincia de Gerona.

En Cataluña, cada año pierden la vida entre 3000 y 4000 personas por muerte súbita cardíaca [nota 1], que se produce cuando el corazón, por un problema eléctrico, deja de bombear sangre. La muerte súbita cardíaca afecta a personas de todas las edades y de ambos sexos y es imprevisible. La única manera de salvar a quien la sufre es interviniendo con un desfibrilador, un aparato que produce una descarga eléctrica para que el corazón vuelva a latir normalmente. Para recuperar a la víctima sin secuelas es vital utilizar el desfibrilador en los primeros minutos del paro.
No hace demasiado tiempo, estos aparatos solo estaban disponibles en espacios muy concretos y su uso quedaba restringido a personas con formación en la materia. Para ponerlos al alcance de todos y facilitar una rápida intervención en casos de muerte súbita cardíaca extrahospitalaria, Dipsalut ha impulsado el programa «Gerona, territorio cardioprotegido», consistente en la implantación de una red de hasta 650 desfibriladores automáticos de uso público en la provincia de Gerona. Los hay fijos —situados en el interior de columnas—, que se instalan en plazas, calles y fachadas de equipamientos, y portátiles, que se han cedido a cuerpos policiales y equipos de emergencias para que los lleven en sus vehículos. Además, se prestan temporalmente desfibriladores para cardioproteger actos culturales y deportivos así como fiestas populares. Para darlos a conocer y explicar cuándo y cómo deben utilizarse, Dipsalut lleva a cabo numerosas acciones divulgativas, como cursos, charlas y talleres.
El objetivo de «Gerona, territorio cardioprotegido» es facilitar una rápida intervención en los casos de paro cardíaco extrahospitalario. Con esta iniciativa se aspira a reducir entre un 25 y un 30 % la mortalidad por esta causa.
El modelo de desfibrilador que Dipsalut cede a los municipios es automático, seguro y muy sencillo de utilizar. Basta con abrir la tapa, y el desfibrilador, mediante una locución, comienza a dar unas instrucciones muy claras para la colocación de los electrodos, analiza las constantes vitales del paciente y, en caso de que deba efectuarse una descarga, lo hace de manera automática, sin que el usuario deba realizar ninguna maniobra complementaria, ni tan siquiera pulsar un botón. No existe ningún riesgo de ocasionar daño alguno a la víctima, ya que el desfibrilador nunca emite la descarga si no es necesario.
Además, la cabina que alberga los desfibriladores fijos está conectada al Sistema de Emergencias Médicas (SEM), que recibe una alerta en el mismo momento en que alguien coge el aparato. Gracias a un sistema de posicionamiento, el SEM sabe exactamente qué desfibrilador se ha activado y puede enviar asistencia médica al lugar de los hechos.
Desde la columna también es posible hablar con el SEM. No obstante, en toda su labor divulgativa, Dipsalut incide en que lo ideal es llamar al 112 tan pronto como se constata la emergencia.
El Organismo, tanto en las acciones de difusión como desde la propia columna (a través de unas viñetas), explica los pasos a seguir en caso de paro cardíaco: primero hay que ver si la persona que ha caído al suelo está consciente o no. Si no lo está, hay que llamar al 112. Mientras llega la ayuda, tenemos que dirigirnos al desfibrilador más cercano, cogerlo, llevarlo hasta la víctima y abrirlo. Después solo hay que seguir las instrucciones que suministra el propio aparato y, finalmente, esperar la llegada de la policía o de los servicios médicos. El tiempo es vital, ya que las posibilidades de supervivencia en caso de paro cardíaco caen en picado pasados los primeros cinco minutos. Por eso se recomienda que, en estas situaciones, se reparta el trabajo entre las personas que se encuentran en el lugar de los hechos: uno puede evaluar a la víctima mientras otro llama y un tercero ya corre a buscar el desfibrilador. De esta manera se puede ahorrar mucho tiempo, con lo que no solo aumentan notablemente las posibilidades de salvar a la víctima, sino también las de hacerlo sin que le queden secuelas.
Con esta iniciativa se prevé que la mortalidad por muerte súbita cardíaca en la provincia de Gerona se pueda reducir entre un 20 y un 25 %.
Para divulgar el programa y concienciar a la población sobre la necesidad de actuar rápidamente ante una posible muerte súbita cardíaca, Dipsalut lleva a cabo diversas acciones comunicativas, entre ellas demostraciones del uso del desfibrilador. También se ofrece un amplio programa de formación dirigido a los profesionales con más probabilidades de tener que utilizar estos dispositivos —como policía local y/o conserjes de lugares públicos— así como a todas aquellas personas interesadas. Entre el material divulgativo editado hay un vídeo tutorial en el que se explican los pasos a seguir en caso de muerte súbita y se detalla cómo deben utilizarse los desfibriladores implantados por Dipsalut.

### Objetivos del programa
Los objetivos del programa «Gerona, territorio cardioprotegido» son:
- Implementar la red de desfibriladores en el territorio de manera que todos los municipios de la provincia dispongan de estos aparatos.
- Velar por que, en caso de paro cardiorrespiratorio, la red de desfibriladores permita minimizar el tiempo de respuesta y reducir el número de muertes súbitas.
- Facilitar la rápida intervención del Sistema de Emergencias Médicas.
- Sensibilizar y formar a la población en general y, especialmente, a los profesionales municipales en el uso y los beneficios de los desfibriladores.
- Sensibilizar a la población en general acerca de los beneficios de una alimentación sana, de la práctica regular de actividad física y, en definitiva, de la importancia de mantener unos hábitos de vida saludables para reducir el riesgo de sufrir enfermedades cardiovasculares.
- Evaluar, a través del estudio Gerona, vital, si un programa de acceso público a aparatos desfibriladores mejora la supervivencia y disminuye las secuelas de los afectados por un paro cardíaco extrahospitalario.

### Detalles del programa

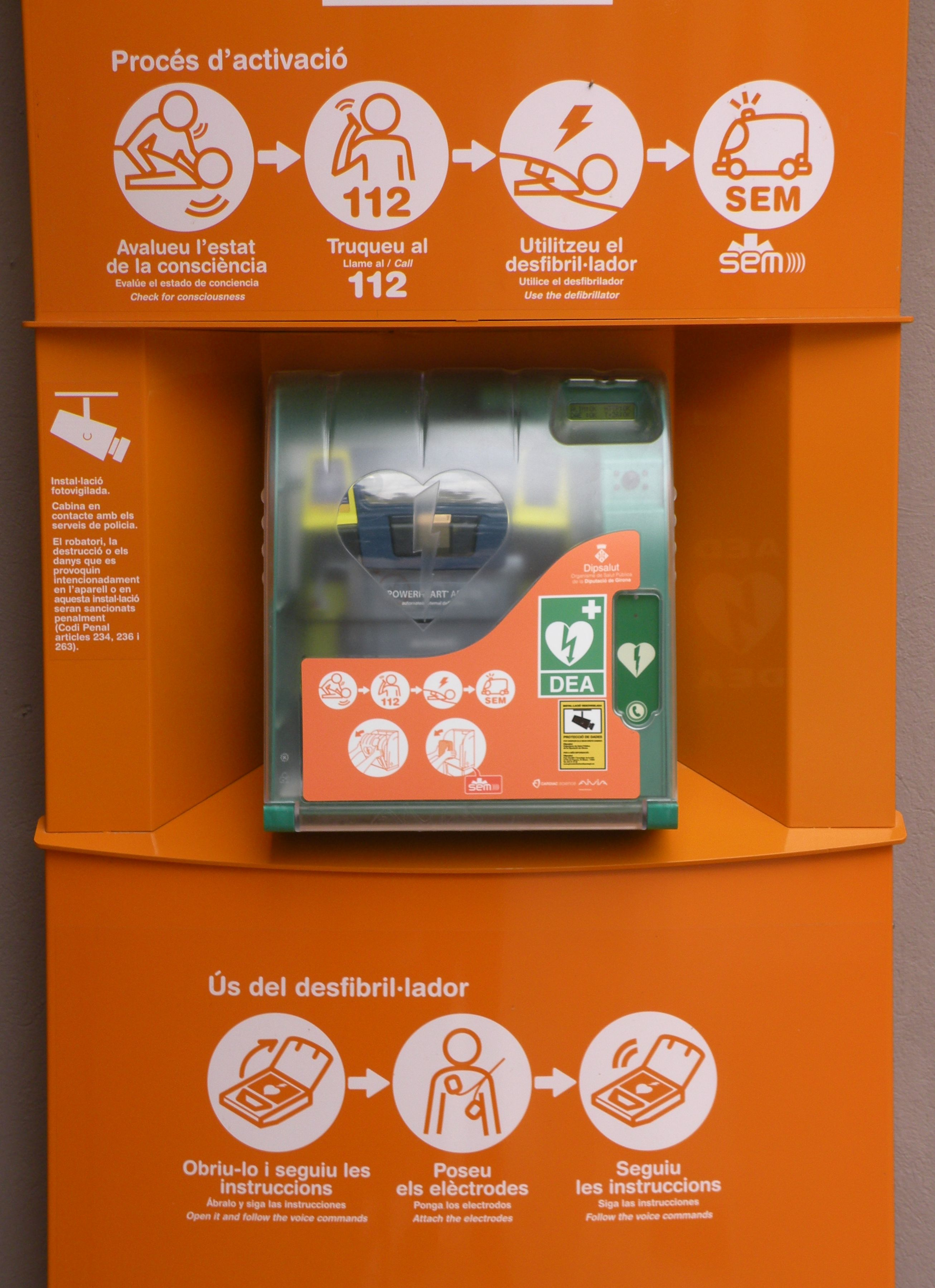
Detalle frontal de un desfibrilador automático externo (DEA)

El programa «Gerona, territorio cardioprotegido» ya ha supuesto la implantación de una red de más de 747 desfibriladores externos automáticos (DEA) de uso público en todo el territorio gerundense. Todos los municipios de la provincia disponen de, como mínimo, un aparato. El resto de los DEA se ha distribuido según criterios objetivos, como el número de habitantes, las instalaciones/grupos de población de riesgo o los vehículos de servicios de primera intervención.
Hasta el momento, Dipsalut ha cedido 503 desfibriladores fijos, 170 portátiles y 47 libres.
Aparte de ceder gratuitamente los desfibriladores e instalarlos, Dipsalut se responsabiliza de su gestión integral. Se encarga del control, la vigilancia, la información y el mantenimiento de la red de desfibriladores. Este mantenimiento incluye las revisiones anuales, la limpieza interior y exterior de la cabina, la resolución de incidencias, la sustitución de los desfibriladores utilizados o averiados y el cambio de las baterías y de los electrodos siempre que sea necesario, en un plazo máximo de 24 horas.
Paralelamente, Dipsalut facilita formación sobre la utilización idónea de los desfibriladores y pone en marcha en toda la provincia acciones para dar a conocer el programa «Gerona, territorio cardioprotegido», la ubicación concreta de los dispositivos y la forma de utilizarlos en caso de urgencia.
La recogida y la evaluación de los resultados del programa «Gerona, territorio cardioprotegido» se prolongarán durante 10 años en el marco del estudio "Gerona, vital", puesto en marcha por la Facultad de Medicina de la Universidad de Gerona, con el objetivo de extraer las conclusiones que corresponda e introducir mejoras en el mismo.
En Cataluña, el Decreto 151/2012, de 20 de noviembre, abrió la posibilidad del acceso público a la desfibrilación en el caso de aparatos ubicados en la vía pública y, en cualquier caso, y con independencia de la ubicación del dispositivo, en supuestos de necesidad cuando no haya disponible un primer interventor (persona formada).

## Programa «Parques urbanos de salud y redes de itinerarios saludables»
La Organización Mundial de la Salud (OMS) ha advertido de que la obesidad y el sobrepeso son una de las principales preocupaciones en el campo de la salud y, al mismo tiempo, se hallan dentro de los diez factores que contribuyen a la aparición de enfermedades crónicas que disminuyen la esperanza de vida y la calidad de esta. Para luchar contra esta problemática, la OMS recomienda practicar de 30 a 60 minutos diarios de actividad física moderada.
Los parques urbanos de salud consisten en conjuntos de aparatos situados a poca distancia entre sí, diseñados para realizar ejercicio físico y con los que se trabajan de manera homogénea y segura todas las partes del cuerpo. Han sido ideados por una comisión multidisciplinaria de expertos y están especialmente dirigidos a adultos y personas mayores.
Los itinerarios saludables son recorridos pedestres señalizados que discurren tanto por el interior del núcleo urbano como por las afueras de la ciudad. Estos itinerarios se agrupan en redes de itinerarios saludables. De esta forma, los ciudadanos tienen la opción de escoger entre recorridos más cortos o más largos en función de su forma física. Están pensados para toda la población.
Con este programa, Dipsalut pone a disposición de los ciudadanos equipamientos municipales destinados a la realización de ejercicio físico moderado, accesibles, próximos y de uso gratuito.
Para promover el uso de estos equipamientos, Dipsalut, en colaboración con los ayuntamientos y los consejos comarcales, ofrece sesiones de ejercicio físico dirigidas por profesionales especializados que, además de proporcionar pautas para un uso correcto de los parques y de las redes, trabajan para incrementar las habilidades para la vida y el control de las personas sobre su salud y contribuyen, así, a mejorar su calidad de vida.
De forma coordinada con el programa PAFES de la Generalidad de Cataluña, los parques y las redes son dispositivos recomendados por las respectivas áreas básicas de salud para la realización de actividad física moderada.

### Objetivos
- Facilitar que los usuarios de los equipamientos conozcan y valoren los beneficios del ejercicio físico para la salud y que, gracias a ello, incorporen la actividad física a su vida cotidiana.
- Crear nuevos espacios de socialización para los usuarios del programa e incrementar su grado de motivación respecto a la actividad física.
- Favorecer que las dinamizaciones en los parques urbanos y en las redes de itinerarios se conviertan en una experiencia satisfactoria para los usuarios y que estos utilicen los equipamientos de forma regular.
- Integrar el trabajo de las habilidades para la vida en los parques urbanos de salud.
- Formar a profesionales capaces de realizar sesiones dirigidas en los parques y las redes.
- Formar a los profesionales de atención primaria para que promocionen y recomienden la práctica de ejercicio físico en los parques de salud y las redes de itinerarios

### Destinatarios
Los ayuntamientos de la provincia de Gerona.

### Beneficiarios
La población en general y los profesionales de los ámbitos sanitario, deportivo, social y del ocio.

### Desarrollo de las actuaciones
El programa se desarrolla, básicamente, a través de cuatro actuaciones:
- Movilización comunitaria: responde a la necesidad continua de incentivar a los diferentes grupos para que asistan a las sesiones programadas así como de establecer estrategias coordinadas entre los diferentes agentes de los municipios.
- Dinamizaciones: conjunto de actividades realizadas en los parques urbanos de salud y en las redes de itinerarios saludables para alcanzar los objetivos del proyecto.
- Formación continua de los dinamizadores y de los profesionales del campo de la salud, el deporte y el ocio como promotores de estos equipamientos.
- Paralelamente, se realiza una labor de sensibilización y formación en las áreas básicas de salud al efecto de que sus profesionales incorporen los parques y los itinerarios en la prescripción de la actividad física moderada.

## Comunicación

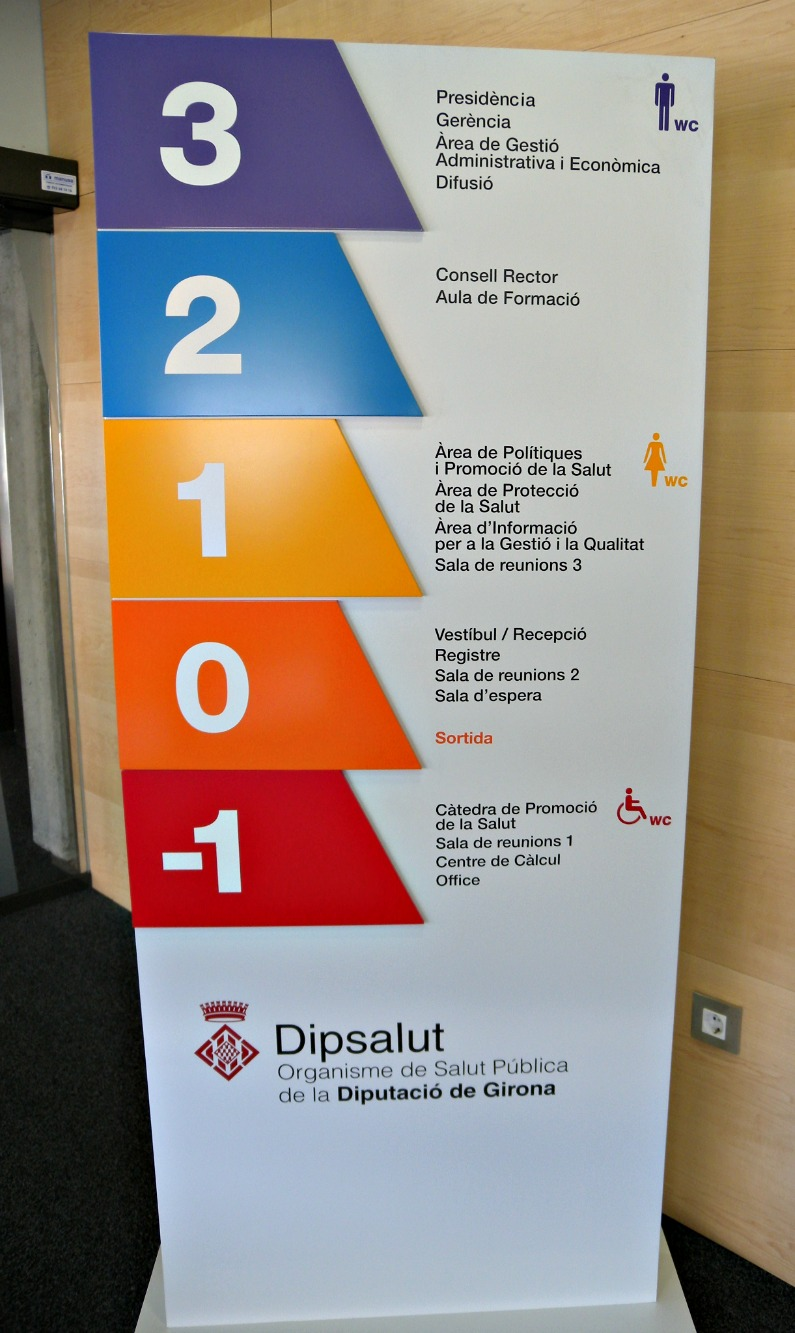
Estructura de les plantes de la nova seu de Dipsalut

Para facilitar la comunicación entre Dipsalut y los ayuntamientos y para agilizar al máximo cualquier gestión, el Organismo también cuenta con el Sistema de Información Municipal en Salud Pública (SIMSAP). Se trata de una aplicación web que permite compartir datos entre los diferentes agentes implicados en los programas de salud pública (ayuntamientos, proveedores y Dipsalut) y realizar gestiones en línea a través de la Sede Electrónica. Dipsalut permite realizar los trámites telemáticamente a fin de conseguir la máxima agilidad, eficacia y eficiencia.

## Formación
Además de trabajar para y con los ayuntamientos, Dipsalut dedica esfuerzos a la formación de los diferentes actores que intervienen en salud pública así como a la investigación en este ámbito.
Semestralmente ofrece un programa de formación que recoge la oferta de cursos gratuitos dirigidos principalmente a técnicos y trabajadores municipales. Entre los cursos que se organizan, los hay de control de contaminación acústica, sobre la gestión de instalaciones con riesgo de transmisión de legionelosis, para manipuladores de redes de agua de consumo humano, para operadores y encargados del mantenimiento de piscinas de uso público, para la obtención del carné de aplicación de plaguicidas, para manipuladores de alimentos, para dinamizadores de los parques urbanos de salud y de las redes de itinerarios saludables así como formación en primeros auxilios psicológicos.

## Otras acciones
Dipsalut también lleva a cabo otras acciones, como prestar apoyo económico a los entes locales y a las entidades sin ánimo de lucro para realizar actividades de promoción de la salud. También impulsa y/o colabora en aquellas iniciativas que se llevan a cabo en el ámbito de la salud pública y lidera eventos destinados a promover el trabajo en red entre Administraciones y agentes sociales del territorio.
Por último, apuesta por la investigación mediante la creación, en colaboración con la Universidad de Gerona, de la Cátedra de Promoción de la Salud, desde la cual se incentivan la investigación y la transferencia de conocimiento.